# Molophilus (Molophilus) orumbera
Molophilus (Molophilus) orumbera is een tweevleugelige uit de familie steltmuggen (Limoniidae). De soort komt voor in het Australaziatisch gebied.